# Ali Parvin
Ali Parvin (en persan : علي پروين) est un footballeur puis entraîneur iranien, né le 12 octobre 1946 à Téhéran.
Milieu de terrain du Persepolis FC, Parvin a inscrit 13 buts lors de ses 76 sélections en équipe d'Iran avec laquelle il a disputé la coupe du monde 1978 en Argentine.